# Světlá
Pour les articles homonymes, voir Světlá (homonymes).
Světlá (en allemand : Swietla) est une commune du district de Blansko, dans la région de Moravie-du-Sud, en République tchèque. Sa population s'élevait à 244 habitants en 2020.

## Géographie
Světlá se trouve à 6 km au sud-est de Velké Opatovice, à 23 km au nord-nord-est de Blansko, à 43 km au nord-nord-est de Brno et à 174 km à l'est-sud-est de Prague.
La commune est limitée par Cetkovice au nord, par Šebetov à l'est et au sud, et par Vanovice à l'ouest.

## Histoire
La première mention écrite de la localité date de 1499.